# Cuando

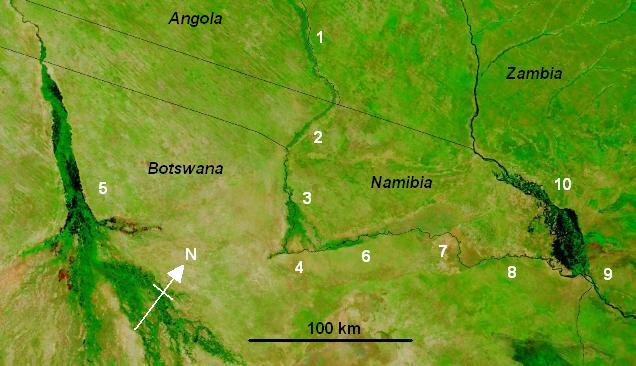
A Cuando-Linyanti-Chobe folyórendszer térképe a Caprivi-sáv környékén a NASA műholdas felvétele alapján (a térkép teteje északnyugati irányban fekszik). A vizek színe fekete. 1 A Cuando folyó; 2 Caprivi-sáv; 3 Mudumu Nemzeti Park; 4 Linyanti-mocsár és a Mamli Nemzeti Park, ahol a Kalahári egy hátsága miatt a folyó nem képes délkeleti irányban továbbhaladni; 5 A Kalahári homokjába futó Okavango-folyó és az Okavango-delta; 6 Linyanti-folyó; 7 Liambezi-tó (a felvétel idején éppen kiszáradt); 8 Chobe-folyó;9 A Chobe és a Zambézi összefolyása Kazungulánál; 10 A Zambézi és a Caprivi-mocsarak kiáradtak a felvétel idején. Felvétel: Jacques Descloitres, MODIS Rapid Response Team, NASA/GSFC.

A Cuando-folyó (Botswanában Chobe, Namíbiában Kwando) Délnyugat-Afrika folyója, mely Angolában ered, majd áthalad a namíbiai Caprivi-sávon, onnan pedig a Botswana északi részén fekvő Linyanti-mocsáron folyik keresztül. A mocsár utáni szakaszon Linyanti-folyó a neve, ettől keletre veszi fel a Chobe-folyó nevet egészen a Zambézibe torkollásáig.

## Forrástól a torkolatig
A folyó Angola központi fennsíkján ered a Tembo-hegy oldalán, itt a neve még Cuando, innen folyik végig a zambiai határ vonalát követve. Útja során egy 5–10 km széles mocsaras folyosón kanyarog át (a térképen 1-es számmal jelölve; a zambiai határ az ártér keleti részén fut, nem követi a folyó kanyarulatait). A többi dél- és közép-afrikai folyóhoz hasonlóan vízhozama óriási különbségeket mutat az esős évszak – amikor a folyó több kilométer széles is lehet – és a száraz évszak között, amikor a folyó szinte eltűnik a mocsarakban.
A zambiai határt elhagyva a folyó mocsaras csatornákon át keresztezi a namíbiai Caprivi-sávot (térképen: 2), majd innen délkelet felé haladva határfolyót képez Namíbia és Botswana között. Mintegy 10 000 évvel ezelőtt a Cuando egybefolyt az Okavangóval és együtt táplálták a délre fekvő Makgadikgadi-tavat (ami időszakosan napjainkban is vizenyős terület), azonban a környék tektonikus mozgás következtében megemelkedett.  Ennek következtében a folyó napjainkban egy kissé magasabban fekvő területen halad át (térkép: 4),  apró csatornákra oszlik, kialakítva a hordalékkal feltöltött szigetekkel tarkított Linyanti-mocsarat, és csaknem ugyanúgy eltűnhetett volna a Kalahári sivatagban, mint az Okavango. Ehelyett élesen keletnek fordul és további útján Botswana határán folyik végig. A száraz évszakban csak kevés számú nyílt csatorna található a mocsarakban. Ettől a ponttól kezdve a folyó neve Linyanti (térkép: 6), majd miután áthalad egy időszakos tavon (Liambesi) (térkép: 7) Chobe-folyó a neve (térkép: 8). Ezután a folyó a kazungulai révnél  torkollik a Zambézibe (térkép:  9).
Azokban az áradásos években, melyekben az Okavango szintje elegendően magas, a víz egy része a  Magwekwana-folyó egyébként száraz medrén keresztül átjut a Linyanti-mocsárba, vagyis a Zambézi-medencébe. Egyébként az Okavango-medence lefolyástalan. A Cuando, Linyanti és Chobe folyórendszer vizéből olyan sok párolog el az útjába eső mocsarakban, hogy a Zambézibe csak áradásos években szállít számottevő mennyiségű vizet.

## Állatvilága
A folyórendszer híres a partjai mentén élő állatvilágról, a folyó csaknem teljes hosszában mindkét partján vadrezervátumok vagy természetvédelmi területek találhatók. Ezek közül sok szenvedett károkat az angolai és namíbiai konfliktusok során, de a helyzet normalizálódásával megvan az esély az eredeti állapot visszaállására.
A folyó által érintett nemzeti parkok:
- Coutada Publica do Luiana (Angola)
- Sioma Ngwezi Nemzeti Park (Zambia)
- Nyugat-Caprivi Vadrezervátum (Namíbia)
- Mudumu Nemzeti Park (Namíbia)
- Mamili Nemzeti Park (Namíia)
- Chobe Nemzeti Park (Botswana)

## Fordítás
- Ez a szócikk részben vagy egészben  a   Cuando River című angol Wikipédia-szócikk ezen változatának fordításán alapul.  Az eredeti cikk szerkesztőit annak laptörténete sorolja fel. Ez a jelzés csupán a megfogalmazás eredetét és a szerzői jogokat jelzi, nem szolgál a cikkben szereplő információk forrásmegjelöléseként.